# Synargis paulistina
Synargis paulistina is een vlindersoort uit de familie van de prachtvlinders (Riodinidae), onderfamilie Riodininae.
Synargis paulistina werd in 1910 beschreven door Stichel.